# Amt Büdingen
Das Amt Büdingen war ein Amt der Grafschaft Ysenburg-Büdingen-Büdingen, des Fürstentums Isenburg und nachfolgend im Großherzogtum Hessen.

## Funktion
In der Frühen Neuzeit waren Ämter eine Ebene zwischen den Gemeinden und der Landesherrschaft. Die Funktionen von Verwaltung und Rechtsprechung waren hier nicht getrennt. Dem Amt stand ein Amtmann vor, der von der Landesherrschaft eingesetzt wurde. 

## Geschichte
Im Amt Büdingen galt seit 1578 das Solmser Landrecht, das Gemeine Recht nur noch dann, wenn Regelungen des Solmser Landrechtes für einen Sachverhalt keine Bestimmungen enthielten. Das Solmser Landrecht behielt seine Geltung, als das Amt im 19. Jahrhundert zum Großherzogtum Hessen gehörte. Diese Rechtslage wurde erst zum 1. Januar 1900 von dem einheitlich im ganzen Deutschen Reich geltenden Bürgerlichen Gesetzbuch abgelöst.
Die Grafschaft Ysenburg-Büdingen ging in der Zeit des Rheinbundes im Fürstentum Isenburg auf. Das Amt Büdingen hatte auch in dem neuen Staat Bestand. Auf dem Wiener Kongress (1815) verlor das Fürstentum Isenburg dann selbst seine Souveränität und wurde zugunsten Österreichs mediatisiert. Österreich gab das Gebiet weiter: Mit Preußen und dem Großherzogtum Hessen vereinbarte es am 30. Juni 1816 einen Staatsvertrag, durch den das Fürstentum Isenburg zu einem erheblichen Teil dem Großherzogtum Hessen zufiel. Dazu zählte auch das Amt Büdingen. Das Großherzogtum gliederte das Amt Büdingen seiner Provinz Oberhessen ein. Bei all diesen Transaktionen blieben die angestammten Herrschaftsrechte der Grafen von Ysenburg-Büdingen in dem Amt gewahrt. Ihre Rechte als Standesherren genossen den Schutz der Rheinbundakte von 1806. Das Amt gehörte damit zu den sogenannten „Souveränitätslanden“ im Großherzogtum Hessen, da die Fürsten von Isenburg-Büdingen in ihrem angestammten Territorium weiter hoheitliche Rechte in Verwaltung und Rechtsprechung ausübten. Diese eigenständige Souveränität störte selbstverständlich den Anspruch des Großherzogtums auf das staatliche Gewaltmonopol.
Ab 1820 kam es im Großherzogtum Hessen zu Verwaltungsreformen. Ab 1821 wurden auch auf unterer Ebene Rechtsprechung und Verwaltung getrennt und alle Ämter aufgelöst. Für die bisher durch die Ämter wahrgenommenen Verwaltungsaufgaben wurden Landratsbezirke geschaffen, für die erstinstanzliche Rechtsprechung Landgerichte.
Wegen der querliegenden Rechte der Standesherren dauerte der Umstrukturierungsprozess in einigen der von ihnen regierten Gebiete länger, im Bereich des Amtes Büdingen wurde die Reform 1822 vollzogen: Die Aufgaben, die das Amt Büdingen bisher in der Verwaltung wahrgenommen hatte, wurden auf den neu gebildeten Landratsbezirk Büdingen, die Aufgaben, die es in der Rechtsprechung wahrgenommen hatte, auf das Landgericht Büdingen übertragen. Das Amt Büdingen wurde aufgelöst.

## Bestandteile
Das Amt Büdingen war unterteilt in das Gericht Büdingen und das Gericht Düdelsheim. Zum Amt Büdingen gehörten zum Zeitpunkt der Übernahme durch das Großherzogtum Hessen:
- Gericht Büdingen
  - Aulendiebach[9],
  - Büches[10],
  - Büdingen[2],
  - Calbach[11],
  - Diebach am Haag[12],
  - Christinenhof[13] (Hof),
  - Dudenrod[14],
  - Erbacher Hof[15],
  - Großendorf[16],
  - Hain-Gründau[17],
  - Herrnhaag[18],
  - Lorbach[19],
  - Mittel-Gründau[20] („Büdinger Seite“: altes Dorf[Anm. 3])
  - Orleshausen[21],
  - Pferdsbach[22] ist heute eine Wüstung;
  - Rinderbügen[23],
  - Rinderbügener Hof[24],
  - Salinenhof[25] (Hof),
  - Sandhof[26] (Hof),
  - Vonhausen[27] und
  - Wolf[28].
- Gericht Düdelsheim:
  - Düdelsheim[29],
  - Effolderbach[30] zu 1⁄6[Anm. 4],
  - Findörfer Hof[31],
  - Hof Leustadt[32],
  - Rohrbach[33] und
  - Stockheim[34].